# 0171
0171 è il prefisso telefonico del distretto di Cuneo, appartenente al compartimento di Torino.
Il distretto comprende la parte sud-occidentale della provincia di Cuneo. Confina con la Francia a sud e a ovest e con i distretti di Saluzzo (0175) a nord, di Savigliano (0172) a nord-est e di Mondovì (0174) a est.

## Aree locali e comuni
Il distretto di Cuneo comprende 55 comuni compresi nelle 3 aree locali di Busca (ex settori di Busca, Dronero, Prazzo e Valgrana), Cuneo e Limone Piemonte (ex settori di Demonte, Limone Piemonte, Pietraporzio e Valdieri). I comuni compresi nel distretto sono: Acceglio, Aisone, Argentera, Beinette, Bernezzo, Borgo San Dalmazzo, Boves, Busca, Canosio, Caraglio, Cartignano, Castelletto Stura, Castelmagno, Celle di Macra, Centallo, Cervasca, Chiusa di Pesio, Cuneo, Demonte, Dronero, Elva, Entracque, Gaiola, Limone Piemonte, Macra, Margarita, Marmora, Moiola, Montanera, Montemale di Cuneo, Monterosso Grana, Morozzo, Peveragno, Pietraporzio, Pradleves, Prazzo, Rittana, Roaschia, Robilante, Roccabruna, Roccasparvera, Roccavione, Sambuco, San Damiano Macra, Stroppo, Tarantasca, Valdieri, Valgrana, Valloriate, Vernante, Vignolo, Villafalletto, Villar San Costanzo, Vinadio e Vottignasco.